# Leïti Sène
Leïti Sène (Barcelona, 30 de octubre de 1998) es un cantante y actor  español, conocido por sus papeles protagonistas en Élite y Benvinguts a la família.

## Biografía
Leïti Sène nació en Barcelona el 30 de octubre de 1998. De pequeño, su pasión por la danza le llevó a iniciarse también en la música y la actuación, iniciando su carrera junto a su primo en el grupo Samxsen. En junio de 2019 sacó su primer EP en solitario titulado Joël. El sencillo del álbum «Galarina», junto a la cantante Aleesha, tiene más de 900.000 mil reproducciones en Youtube.
En 2018 se incorpora con un papel principal a la ficción emitida por TV3 y, posteriormente, por Netflix, Benvinguts a la família, donde interpreta a David en sus dos temporadas. En 2020 se incorpora con un personaje principal a la tercera temporada de la serie original de Netflix en España Élite, donde interpreta a Malick.

## Filmografía
| Año         | Título                  | Personaje            | Notas                                        |
| ----------- | ----------------------- | -------------------- | -------------------------------------------- |
| 2017        | Poison[cita requerida]  | —                    | Cortometraje[cita requerida]                 |
| 2018 - 2019 | Benvinguts a la família | David García Navarro | Reparto principal, 26 episodios              |
| 2020        | Élite                   | Malick D.            | Reparto principal, 8 episodios (temporada 3) |

## Discografía
- Jöel (2019), álbum de estudio con 7 canciones.[8]
- JÖM (2021), álbum de estudio con 12 canciones.
- "APOCALIPSI (2022), álbum de estudio 15 canciones.